# Rodrigo Depetris
Rodrigo Leonel Depetris (San Jorge, 5 maggio 1990) è un calciatore argentino, attaccante dell'Hamar.

## Carriera
Nato a San Jorge, nella provincia di Santa Fe, cresce calcisticamente nell'Atlético Rafaela, squadra con la quale fa l'esordio nel 2010 in Primera B Nacional, la seconda divisione argentina, e in quell'anno ottiene la promozione, e successivamente il 1º ottobre 2011 in massima serie nel campionato di Apertura contro il Lanús. Con i santafesini sarà la sua esperienza più lunga e fino al 2015 collezionerà 90 presenze totali tra campionato e coppe conditi da 4 gol.
Nel 2015-2016 fa la sua prima esperienza all'estero, andando a militare nell'allora Football League, la terza serie greca, con la maglia dell'Olympiakos Volos (14 presenze e 5 gol totali), per poi far ritorno in patria in massima serie con le maglie di Sarmiento (J) e Tigre. Due stagioni senza realizzazioni ma che gli permettono di superare le 100 presenze in carriera nella massima serie argentina. Nel 2018 ritorna all'Atletico de Rafaela, in serie cadetta, per poi avere breve esperienze, sempre in seconda divisione, all'Alvarado, al Guillermo Brown e al San Telmo.
Nel 2022 emigra nuovamente per nuove esperienze, questa volta in Italia, prima con la maglia del Team Nuova Florida in Serie D, con la quale è protagonista di un secondo posto che vale i play-off. La stagione successiva passa al Palazzolo, in Eccellenza, segna 8 reti ma a dicembre 2022 si trasferisce all'Arbus, in Sardegna, sempre nella massima divisione regionale.

## Palmarès

### Club

#### Competizioni nazionali
- Primera B Nacional: 1

Atl. Rafaela: 2010-2011